# Angyalos
Angyalos (románul Angheluș) falu Romániában, Erdélyben, Kovászna megyében. Közigazgatásilag Gidófalvához tartozik.

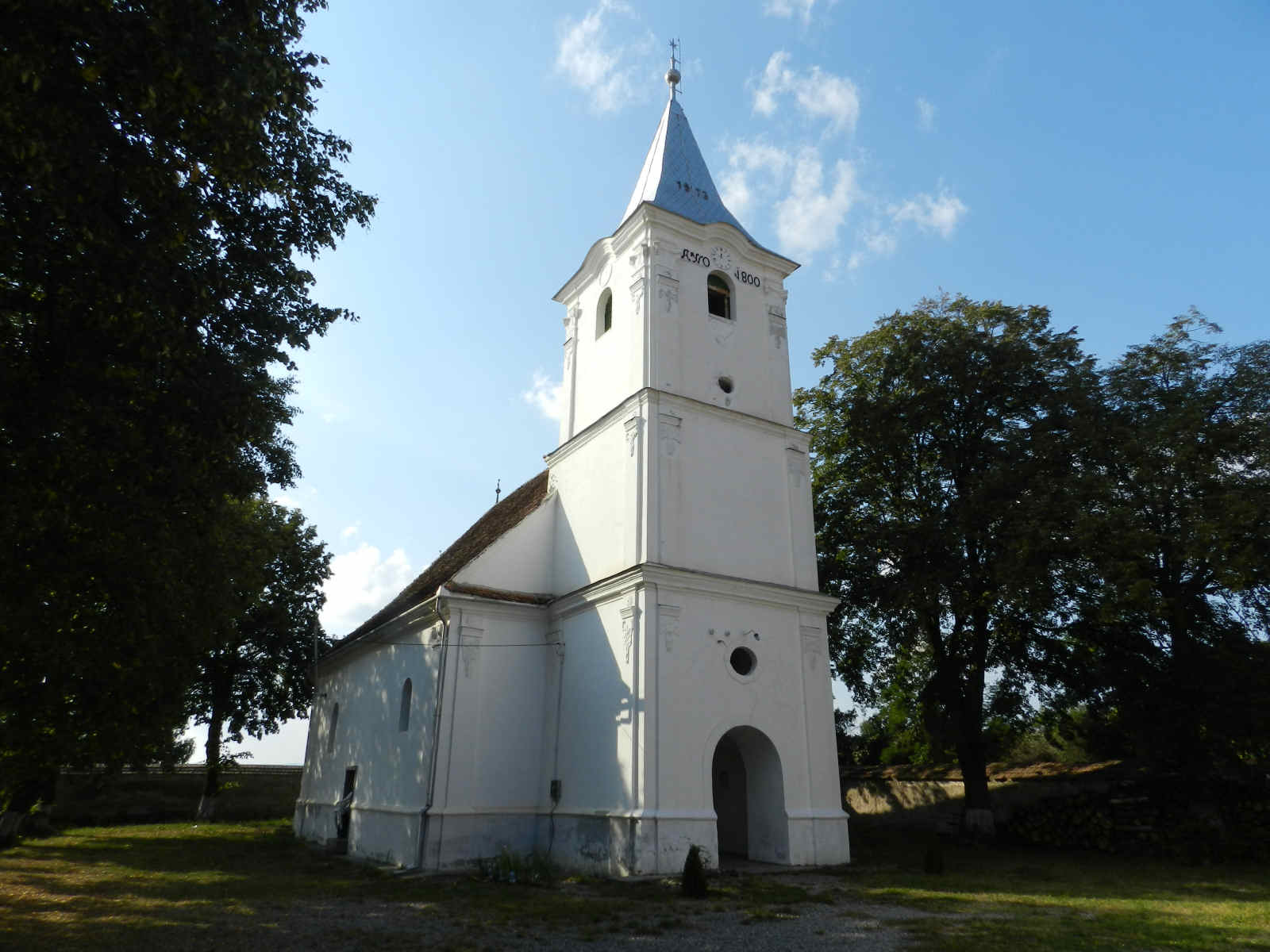
Református templom

Angyalosi Országzászló talapzata

## Fekvése
Sepsiszentgyörgytől 8 km-re keletre, a Bodoki-hegység déli végében, a Feketeügybe ömlő Angyalos-pataka völgyében fekszik.

## Története
Ősidők óta lakott hely. A falu északi részén 7-8. századi település nyomaira bukkantak. A hagyomány szerint a falu eredetileg a Kurtapatak mellett a Kápolna nevű hely közelében feküdt, onnan költöztették mai helyére. 1332-ben Agelsu néven említik. 1910-ben 549 magyar lakosa volt. A trianoni békeszerződésig Háromszék vármegye Sepsi járásához tartozott. 1992-ben 681 lakosából 675 magyar és 6 román volt. A 2002-es népszámláláskor 692 lakosa közül 656 fő (94,8%) magyar, 22 (3,2%) cigány, 13 (1,9%) román, 1 fő (0,1%) pedig német volt.

## Látnivalók
Református temploma 1830-ban épült a középkori templom helyére. 
Angyalosi Országzászló talapzata a mai napig megvan, amin a második világháború végéig a magyar zászló lengett.

## Híres emberek
- Itt született 1813-ban Forró Elek honvéd ezredes, Marosvásárhely, majd Déva katonai parancsnoka.
- Itt született 1887-ben Kovásznai Gábor jogász, ügyvéd, szerkesztő, közgazdasági szakíró.
- Itt született 1908-ban dr. Imreh Barna református lelkész, helytörténész.
- Itt született 2000-ben  Incze Csaba ismertebb nevén: Mr Originality/Csabika vlogger, youtuber. Archiválva 2022. február 9-i dátummal a Wayback Machine-ben  Archiválva 2022. február 9-i dátummal a Wayback Machine-ben